# Фелицитас фон Байхлинген
Фелицитас фон Байхлинген (на немски: Felicitas von Beichlingen; * ок. 1440; † сл. 1498) е графиня от Байхлинген и чрез женитби графиня на Глайхен-Бланкенхайн и Хонщайн-Клетенберг.
Тя е дъщеря на граф Йохан фон Байхлинген († 1485) и съпругата графиня му Маргарета фон Мансфелд († 1468), дъщеря на граф Фолрад II фон Мансфелд († 1450) и втората му съпруга принцеса Маргарета от Силезия-Саган-Прибус († 1491).

## Фамилия
Фелицитас фон Байхлинген се омъжва пр. 28 май 1484 г. за граф Карл I фон Глайхен-Бланкенхайн (* ок. 1460; † 16 октомври 1495), единственият син на граф Лудвиг I фон Глайхен-Бланкенхайн († 25 април 1467) и втората му съпруга Катерина фон Валденбург († 27 юли 1494). Те имат децата:
- Кристоф фон Глайхен-Бланкенхайн († пр. 1495)
- Адолф фон Глайхен-Бланкенхайн († пр. 1495)
- Волфганг фон Глайхен-Бланкенхайн († 28 май 1551), граф на Глайхен-Бланкенхайн-Еренщайн, женен на 20 януари 1502 г. за Магдалена фон Дона († пр. 1552), дъщеря му Анна фон Глайхен († 1545) се омъжва 1521/1524 г. за граф Йобст II фон Хоя († 1545)
- Лудвиг II фон Глайхен-Бланкенхайн († 29 април 1522), граф на Глайхен-Кранихфелд, женен за Магдалена Ройс фон Плауен († 8 декември 1521)
- Зигмунд III фон Глайхен-Бланкенхайн († 22 юли 1519)
- Карл фон Глайхен-Бланкенхайн († 14 юни 1500)
- Маргарета фон Глайхен-Бланкенхайн (* ок. 1480; † 1 август 1567), омъжена през 1509/1510 г. за граф Гебхард VII фон Мансфелд-Мителорт († 13 септември 1558)[2]
- Агнес фон Глайхен-Бланкенхайн († 1536), омъжена на 4 юни 1503 г. за граф Гюнтер IV фон Мансфелд-Фордерорт († 5 септември 1526), син на граф Албрехт III фон Мансфелд-Фордерорт († 1484)

Фелицитас фон Байхлинген се омъжва втори път 1498 г. за граф Ернст IV фон Хонщайн-Клетенберг (ок. 1440 – 1508), син на граф Хайнрих XI фон Хонщайн-Клетенберг (* 1402; † 1454) и първата му съпруга Маргарета фон Валдек (* 1405; † 1464). Тя е втората му съпруга.. Tе имат децата:
- Анна (* ок. 1490; † 6 Feb 1559), омъжена 1518 г. за граф Албрехт VII фон Мансфелд (1480 – 1560)
- Франц († 1515), домхер в Страсбург, пропст в Цаберн (1512)
- Кунигунда, абатиса в Метелен (1509)

## Галерия
- Дворец Байхлинген (2006)
- Замък Глайхен
- Замък Бланкенхайн
- Замък Хонщайн